# 夜這い
夜這い（よばい）は、古代日本の婚姻当初の一形態。求婚する女のもとへ通う妻問婚のこと。後には、強姦まがいに夜中に性交を目的に他人の寝ている場所を訪れる行為をも意味するようになった。語義は「呼び続ける」こと。古代の言霊信仰では、相手の名を呼び続けることで言霊の力で霊魂を引き寄せることができると考えられた。
国文学関係の研究者の間では、一般には夜這いは古代に男が女の家へ通った「よばう」民俗の残存とする考え方が多い。

## 概要
語源は、男性が女性に呼びかけ、求婚すること（呼ばう）であると言われる。
古くは、759年に成立した『万葉集』巻12に「他国に よばひに行きて 大刀が緒も いまだ解かねば さ夜そ明けにける」と歌われており、大正時代まで農漁村中心に各地で行われていた習俗。戦後、高度成長期直前まで、各地の農漁村に残存していた。徳川時代には、法令、藩法、郷村規約などで、しばしば夜遊びや夜這いの禁令を出したが、婚姻制的な強制ではなく、風俗的な取締りにすぎないものであった。明治維新には近代化が図られ、明治政府が富国強兵の一環として国民道徳向上の名目で、一夫一妻制の確立、純潔思想の普及を強行し夜這い弾圧の法的基盤を整備した。また農漁村への電灯の普及などもあと押し、明治以降は衰退する傾向にあった。明治政府は資本主義体制の発展を図り、農村、とくに貧農民を農村から離脱させ、都市部に吸収して安価な労働力として利用し、農村では小作農として定着、地主の封建的地代の収奪を強行し、地主対小作の対抗を先鋭化させた。その結果、都市や新興の工業地帯の男性の性的欲求の解消のために遊廓、売春街、三業地などの創設、繁栄を図り、資本主義的性機構の発達によって巨大な収益を期待した。農村地帯で慣行されていた夜這いやその他の性民俗は、非登録、無償の原則であり、国家財政に対する経済的寄与が一切なかった結果、明治、大正の頃まで夜這いが盛んだったのは、山深い山間部の村落中心となった。
多くの場合、男性が、女性の元へ通うものだが、女性が通う風習を持つ地域もあった。
婚、嫁、結婚などの字を古くは「よばふ」「よばひ」と呼んだ。これは「呼ぶ」の再活用形で「つまどい」「つままぎ」などの語と共に求婚のために男が女のもとに通うことを意味した。昔の婚姻は結婚後も男が女のもとに通うのが普通であり、このことも「よばい」と言われた。
古代日本の夫婦関係は「妻問い婚」であり、男女はそれぞれに住んでいて妻の元へ夫が通ってゆく形態であった。結婚というのは、家族に隠れてこっそりと夜這いを行うのではなく、堂々と通えるようになることを意味した。そもそも各地の共同体（村社会）においては『一夫一婦制』と言う概念も希薄で、重婚、夜這いは当たり前であった。
かつての農村では、「村の娘と後家は若衆のもの」という村落内の娘の共有意識を示す言葉があった。近代化以前の農村には若者組があり、村落内における婚姻の規制や承認を行い、夜這いに関しても一定のルールを設けていた。ルールには未通女や人妻の取り扱いなどがあり、細かい点は地域によって差がみられた。下川耿史によれば、夜這いが盛んになったのは、南北朝時代から鎌倉時代にかけての中世であり、村落共同体の若者組は、風流と呼ばれる華やかな祭りのリーダーだったという。
江戸など都市部では、村落と異なる形に発達していった。これが『夜這いの衰退に繋がったと考えられる』とする見方がある。
1876年（明治9年）、現在の新潟県（相川県）で、夜這いを禁止する条例ができた。1938年（昭和13年）に起きた津山三十人殺しについて、大阪毎日新聞が「山奥にいまなお残されている非常にルーズな男女関係の因習」と報道し、サンデー毎日が「娯楽に恵まれない山村特有の『男女関係』」と報じるなど、夜這いは否定的に見られるようになっていった。

## 民俗学の研究
赤松啓介の『夜這いの民俗学』（1994年）によると、夜這いについては、時代や地域、各社会層により多様な状況であり、共同体（ムラ）ごとの掟に従う必要はあったが、夜這い相手の選択や、または女性側からの拒絶など、性的には自由であり、祭りともなれば堂の中で多人数による「ザコネ」が行われ、隠すでもなく恥じるでもなく、奔放に性行為が行われていた。ただし、その共同体の掟に従わねば、制裁が行われることもあった。赤松によれば戦争その他などで男の数が女に比して少なかったことからも、この風習が重宝された可能性があるという。
また明治以降、夜這いの風習が廃れたことを、夜這いと言う経済に寄与しない風俗を廃して、各種性風俗産業に目を向けさせ、税収を確保しようとする政府の意図が有ったのではないか、としている。
なお、日本の共同体においては、少女は初潮を迎えた13歳、または陰毛の生えそろった15 - 16歳から夜這いの対象とされる（ただし、婚姻中は対象外となる場合もある。この辺りは共同体により様々である）。その際に儀式として性交が行われた。少年は13歳でフンドシ祝いが行われ、13歳または15歳で若衆となるが、そのいずれかの時に、年上の女性から性交を教わるのが儀式である。その後は夜這いで夜の生活の鍛練を積む。
赤松は明治42年（1909年）兵庫県の出身であるが、この当時はまだフンドシ祝いが残っていたと言う。適当な相手が見つからない場合、実父や実母がその相手を務める場合もあった。日本の共同体では夜這いの前に以上の如くの性教育が行われた。ちなみにこの様な次第であると当然、赤ん坊が誰の子であるのかよく解らない、などと言った例がよく見られたが、共同体の一員として、あまり気にすることなく育てられた。
柳田國男は「淫風陋習」とした。
服部英雄は現地調査について以下のように述べている。「むかしの若者の暮らしについて聞く項目もある。話が弾んでいたら、若者の恋についても尋ねてみようとなっている。案外にヨバイの経験者が多い。この手のはなしはふつうは男性のみがいる場での武勇伝になるのだが、ある学生は老夫婦が一緒にいる場でその話を聞いた。「そがんな話、初めて聞く」奥さんも知らない話が聞けた。
とかく興味本位に語られているが、若者の恋に今も昔もない。ヨバイはふつうの恋愛だった。」。